# Oeceoclades aurea
Oeceoclades aurea är en orkidéart som beskrevs av Loubr. Oeceoclades aurea ingår i släktet Oeceoclades och familjen orkidéer.
Artens utbredningsområde är Madagaskar. Inga underarter finns listade i Catalogue of Life.